# 尤宁 (纽约州)
尤宁（英語：Union）是位于美国纽约州布鲁姆县的一个镇，地处布鲁姆县的中南部、宾汉姆顿以西，为宾汉姆顿市的西部郊区。该镇的约翰逊城、恩迪科特与宾汉姆顿一起合称为“三联市”。2010年美国人口普查时，该镇有56346人。